# Christiane Floyd
Christiane Floyd, nata Riedl (26 aprile 1943), è un'informatica austriaca.
Nel 1978 è diventata la prima professoressa di informatica in Germania ed è stata una pioniera della progettazione partecipativa (o partecipata) dei sistemi informatici, e una precorritrice dello sviluppo di software open source.

## Carriera
Christiane Floyd ha iniziato la sua carriera studiando matematica all'Università di Vienna, dove ha completato il dottorato di ricerca nel 1966. Dal 1966 al 1968 ha lavorato come programmatrice di sistemi utilizzando un compilatore ALGOL 60 presso la Siemens di Monaco, in Germania.
Dal 1968 al 1973 ha lavorato presso il dipartimento di informatica dell'Università di Stanford negli Stati Uniti come ricercatrice e docente part-time.
Nel 1973 è entrata a far parte della società di sviluppo software di Monaco Softlab, dove ha lavorato come consulente ed è stata coinvolta nello sviluppo e nella dimostrazione di Maestro I, il primo ambiente di sviluppo integrato per il software.
Nel 1978, Floyd divenne professoressa ordinaria di ingegneria informatica presso l'Università Tecnica di Berlino, la prima donna a diventare professore nel campo dell'informatica in Germania. Dal 1991 è stata a capo del gruppo di ingegneria informatica dell'Università di Amburgo. Floyd e il suo gruppo hanno prodotto uno dei primi contributi concettuali ai metodi di progettazione partecipativa con il modello processuale STEPS (Software Technology for Evolutionary Participatory Systems development). Floyd si ritirò ufficialmente dalla carriera accademica nel 2008, e lo stesso anno ricevette il riconoscimento di professoressa emerita ad Amburgo. Da allora è stata coinvolta nel progetto WIT (Wissenschaftlerinnenkolleg Internettechnologien; Women's Postgraduate College for Internet Technologies)dell'Università di Tecnologia di Vienna, che offre un programma di dottorato specializzato per le donne nel campo dell'informatica. Floyd ha ottenuto una cattedra onoraria alla TU Wien il 26 gennaio 2012.

## Vita privata
Floyd è stata sposata con Robert W. Floyd e Peter Naur, entrambi scienziati informatici.